# Очі його матері
«Очі його матері» («Les yeux de sa mère») — французький кінофільм 2011 року, знятий режисером Тьєррі Кліфою, з Катрін Денев і Жеральдін Пайлас у головних ролях.

## Сюжет
Молодий письменник зазнає «творчого голоду». Він вирішує увійти в довіру до відомої журналістки та телеведучої, щоб написати її біографію та розповісти про таємниці її життя, зокрема про дуже непрості стосунки з власною дочкою, примою-балериною.

## У ролях
- Катрін Денев: Лена Вебер
- Жеральдін Пайлас: Марія Каналес
- Ніколя Дювошель: Матьє Руссель
- Маріса Паредес: Жюдіт Канальєс
- Марина Фоїс: Мейліс Тремазан
- Жан-Марк Барр: Жан-Поль Тремазан
- Жан-Батіст Лафарж: Бруно Тремазан
- Елен Фійєрс: Мелоді Хан
- Жиль Коен: Антуан
- Кароль Роше: Сільві
- Фред Уліс: батько Матьє
- Сільвен Ґруд: Сильвен
- Ромен Гупіль: Олів'є

## Знімальна група
- Режисер: Тьєррі Кліфа
- Сценарій та адаптація: Тьєррі Кліфа та Крістофер Томпсон
- Діалог: Крістофер Томпсон
- Музика: Ґуставо Сантаолалла
- Оператор: Жульєн Гірш
- Монтаж: Люк Барньє
- Звук: Паскаль Жасмес, Франсіс Варньє та Томас Ґодер
- Декорації: Еммануель Дюплей
- Костюми: Катрін Летер'є
- Виконавчий продюсер: Давід Джордано